# Tiro ai Giochi della XXX Olimpiade - Skeet femminile
La gara di skeet femminile dei Giochi della XXX Olimpiade si è svolta il 29 luglio 2012. Hanno partecipato 17 atlete.
La gara è stata vinta dalla statunitense Kim Rhode, che ha stabilito il record olimpico nelle qualificazioni e nell'intera gara, eguagliando anche il record mondiale sulla gara intera.

## Formato
L'evento si articola in due fasi: un turno di qualificazione e la finale.
Nella qualificazione, ogni atleta spara verso 75 piattelli, suddivisi in 5 fasi da 25 piattelli l'una. Le prime 6 tiratrici accedono alla finale.
Nella finale, ogni atleta spara verso 25 piattelli addizionali; il punteggio finale considera tutti i 100 colpi sparati.

## Record
Prima della competizione, i record olimpici e mondiali erano i seguenti:
| Qualificazione  | Qualificazione                                                               | Qualificazione        | Qualificazione      | Qualificazione |
| --------------- | ---------------------------------------------------------------------------- | --------------------- | ------------------- | -------------- |
| Record mondiale | Kim Rhode (Stati Uniti d'America)                                            | 75                    | Tucson, Stati Uniti | 25 marzo 2012  |
| Record olimpico | Chiara Cainero (Italia)                                                      | 72                    | Pechino, Cina       | 14 agosto 2008 |
| Intera gara     |                                                                              |                       |                     |                |
| Record mondiale | Danka Barteková (Slovacchia)                                                 | 99 (74+25)            | Nicosia, Cipro      | 9 luglio 2008  |
| Record olimpico | Chiara Cainero (Italia) Kim Rhode (Stati Uniti) Christine Brinker (Germania) | 93 (72+21) 93 (70+23) | Pechino, Cina       | 14 agosto 2008 |

## Programma
| Data           | Ora (BST/UTC+1) | Turno          |
| -------------- | --------------- | -------------- |
| 29 luglio 2012 | 9:00            | Qualificazioni |
| 29 luglio 2012 | 14:00           | Finale         |

## Turno di qualificazione
| Pos. | Atleta                    | Nazione       | 1  | 2  | 3  | Totale | Spareggi |
| ---- | ------------------------- | ------------- | -- | -- | -- | ------ | -------- |
| 1    | Kim Rhode                 | Stati Uniti   | 25 | 25 | 24 | 74     |          |
| 2    | Danka Barteková           | Slovacchia    | 25 | 22 | 23 | 70     |          |
| 3    | Marina Belikova           | Russia        | 24 | 23 | 22 | 69     |          |
| 4    | Wei Ning                  | Cina          | 24 | 19 | 25 | 68     |          |
| 5    | Christine Wenzel          | Germania      | 22 | 23 | 23 | 68     |          |
| 6    | Chiara Cainero            | Italia        | 22 | 21 | 24 | 67     | 2        |
| 7    | Therese Lundqvist         | Svezia        | 22 | 22 | 23 | 67     | 1        |
| 8    | Francisca Crovetto Chadid | Cile          | 22 | 22 | 22 | 66     |          |
| 9    | Angelina Michshuk         | Kazakistan    | 22 | 22 | 22 | 66     |          |
| 10   | Veronique Girardet        | Francia       | 22 | 23 | 21 | 66     |          |
| 11   | Sutiya Jiewchaloemmit     | Thailandia    | 20 | 23 | 22 | 65     |          |
| 12   | Lucia Liliana Mihalache   | Romania       | 25 | 20 | 20 | 65     |          |
| 13   | Çiğdem Özyaman            | Turchia       | 23 | 20 | 20 | 63     |          |
| 14   | Elena Allen               | Gran Bretagna | 20 | 20 | 20 | 60     |          |
| 15   | Lauryn Mark               | Australia     | 17 | 22 | 20 | 58     |          |
| 16   | Panagiota Andreou         | Cipro         | 15 | 22 | 20 | 57     |          |
| 17   | Mona El-Hawary            | Egitto        | 14 | 20 | 17 | 51     |          |

## Finale
| Posizione | Atleta           | Nazione     | Qual. | Finale | Totale | Spareggio |
| --------- | ---------------- | ----------- | ----- | ------ | ------ | --------- |
|           | Kim Rhode        | Stati Uniti | 74    | 25     | 99     |           |
|           | Wei Ning         | Cina        | 68    | 23     | 91     |           |
|           | Danka Barteková  | Slovacchia  | 70    | 20     | 90     | 4         |
| 4         | Marina Belikova  | Russia      | 69    | 21     | 90     | 3         |
| 5         | Chiara Cainero   | Italia      | 67    | 22     | 89     |           |
| 6         | Christine Wenzel | Germania    | 68    | 21     | 89     |           |